# Championnat du pays de Galles de football 1998-1999
Navigation
Édition précédente Édition suivante
La 7e édition du championnat du pays de Galles de football est remportée par le Barry Town Football Club. C’est son 4e titre de champion, le quatrième consécutif. Barry Town l’emporte avec 13 points d’avance sur Inter Cardiff, qui remporte un trophée avec sa victoire finale en Coupe du pays de Galles. Cwmbran Town complète le podium.
Quelques jours avant le début du championnat, Ebbw Vale FC qui venait de terminer à la troisième place du précédent championnat jette l’éponge pour des problèmes financiers et renonce à participer à la compétition. La première division galloise ne va donc rassembler que 17 équipes.
Ainsi en fin de saison une seule équipe est reléguée et deux sont promues afin de restaurer une épreuve à 18 équipes. Dernier du classement, Holywell Town descend en deuxième division et est remplacé pour la saison 1999-2000 par Cefn Druids et Llanelli AFC.

## Les clubs de l'édition 1998-1999
| \| Aberystwyth Town Bangor City Caersws FC Connah's Quay Nomads Conwy United Inter Cardiff Cwmbran Town Newtown AFC TNS Llansantffraid Rhyl FC Barry Town Caernarfon Town Carmarthen Town Haverfordwest County Rhayader Town Holywell Town Afan Lido \| Localisation des clubs engagés dans le championnat. |
| Aberystwyth Town Bangor City Caersws FC Connah's Quay Nomads Conwy United Inter Cardiff Cwmbran Town Newtown AFC TNS Llansantffraid Rhyl FC Barry Town Caernarfon Town Carmarthen Town Haverfordwest County Rhayader Town Holywell Town Afan Lido                                                           |

| Club                               | Stade              | Capacité | Ville                     |
| ---------------------------------- | ------------------ | -------- | ------------------------- |
| Aberystwyth Town Football Club     | Park Avenue Ground | 2100     | Aberystwyth               |
| Afan Lido Football Club            | -                  | -        | Aberavon                  |
| Bangor City Football Club          | Farrar Road        | 1500     | Bangor                    |
| Barry Town Football Club           | Jenner Park        | 2500     | Barry                     |
| Caersws Football Club              | -                  | -        | Caersws                   |
| Carmarthen Town Football Club      | Richmond Park      | 3000     | Carmarthen                |
| UWIC Inter Cardiff Football Club   | -                  | -        | Cardiff                   |
| Connah's Quay Nomads Football Club | Halfway Ground     | 3000     | Connah's Quay             |
| Conwy United Football Club         | -                  | -        | Conwy                     |
| Cwmbran Town Football Club         | -                  | -        | Cwmbran                   |
| Haverfordwest County Football Club | Newbridge Meadow   | 2000     | Haverfordwest             |
| Holywell Football Club             | -                  | -        | Holywell                  |
| Newtown Association Football Club  | Latham Park        | 4300     | Newtown                   |
| Rhayader Town Football Club        | The Weirglodd      | 2200     | Rhayader                  |
| Rhyl Football Club                 | Belle Vue          | 4000     | Rhyl                      |
| TNS Llansantffraid                 | Recreation Ground  | 2000     | Llansantffraid-ym-Mechain |

## Compétition

### Classement
Le classement est établi sur le barème de points classique (victoire à 3 points, match nul à 1, défaite à 0).
| Rang | Équipe                  | Pts | J  | G  | N  | P  | Bp | Bc | Diff |
| ---- | ----------------------- | --- | -- | -- | -- | -- | -- | -- | ---- |
| 1    | Barry Town (T)          | 76  | 32 | 23 | 7  | 2  | 82 | 23 | +59  |
| 2    | Inter Cardiff (C)       | 63  | 32 | 19 | 6  | 7  | 61 | 26 | +35  |
| 3    | Cwmbran Town            | 57  | 32 | 17 | 6  | 9  | 59 | 47 | +12  |
| 4    | Aberystwyth Town        | 57  | 32 | 16 | 9  | 7  | 59 | 47 | +12  |
| 5    | Caernarfon Town         | 50  | 32 | 13 | 11 | 8  | 45 | 46 | -1   |
| 6    | Newtown AFC             | 49  | 32 | 13 | 10 | 9  | 45 | 35 | +10  |
| 7    | Conwy United            | 49  | 32 | 14 | 7  | 11 | 54 | 49 | +5   |
| 8    | Total Network Solutions | 47  | 32 | 12 | 11 | 9  | 55 | 42 | +13  |
| 9    | Carmarthen Town         | 47  | 32 | 13 | 8  | 11 | 46 | 46 | 0    |
| 10   | Caersws FC              | 44  | 32 | 12 | 8  | 12 | 49 | 55 | -6   |
| 11   | Bangor City             | 39  | 32 | 11 | 6  | 15 | 44 | 49 | -5   |
| 12   | Connah's Quay Nomads    | 38  | 32 | 10 | 8  | 14 | 43 | 46 | -3   |
| 13   | Haverfordwest County    | 34  | 32 | 9  | 7  | 16 | 43 | 60 | -17  |
| 14   | Afan Lido (P)           | 31  | 32 | 7  | 10 | 15 | 28 | 46 | -18  |
| 15   | Rhayader Town           | 26  | 32 | 5  | 11 | 16 | 29 | 54 | -25  |
| 16   | Rhyl FC                 | 23  | 38 | 7  | 2  | 23 | 40 | 80 | -40  |
| 17   | Holywell Town           | 18  | 32 | 3  | 9  | 20 | 38 | 86 | -48  |

| Légende : Qualifications et relégations | Légende : Qualifications et relégations                                                       |
| --------------------------------------- | --------------------------------------------------------------------------------------------- |
|                                         | Ligue des champions 1999-2000                                                                 |
|                                         | Coupe de l'UEFA 1999-2000, premier tour préliminaire                                          |
|                                         | Relégation en deuxième division                                                               |
|                                         | (T) : Tenant du titre (C) : Vainqueurs de la Coupe du pays de Galles de football (P) : Promus |

## Bilan de la saison
| Championnat du pays de Galles de football 1998-1999 |                       |
| Champion                                            | Barry Town (4e titre) |
| Coupes et trophées                                  |                       |
| Vainqueur de la Coupe du pays de Galles 1998-1999   | Inter Cardiff         |
| Qualifications continentales                        |                       |
| Ligue des champions 1999-2000                       | Barry Town            |
| Coupe UEFA 1999-2000                                | Cwmbran Town          |
| Coupe UEFA 1999-2000                                | Inter Cardiff         |
| Promotions et relégations                           |                       |
| Promus en Premier League                            | Cefn Druids           |
| Promus en Premier League                            | Llanelli AFC          |
| Relégués en Division One                            | Holywell Town         |